# Tipula (Lunatipula) accurata
Tipula (Lunatipula) accurata is een tweevleugelige uit de familie langpootmuggen (Tipulidae). De soort komt voor in het Nearctisch gebied.